# خالد دلوان
خالد بن فهد بن دلوان (1984م -)، فنان شعبي قطري، حاصل على شهادة الدراسي ثانوية عامة، ومتزوج. ويعمل حالياً في شركة الريّان للإعلام القطرية.

## حياته
ولد خالد دلوان في الدوحة، وهو من قبيلة آل مرة من آل بحيح، قد كرمه وزير التربية والتعليم القطري عبد الله بن تركي في سنة 1994 بدرع التفوق وشهاده شكر حين غنّى له قصيده من قصائد والده، وكان والده الشاعر (فهد المري) من أبرز شعراء قطر، وغنّى له خالد قصيدة "يا زين شوف البر"،
واقتصرت بدايته على الشعر، قبل أن يبدأ في الغناء، وظهر في فيديو كليب وطني بجانب مطربين قطريين وأصبح له عدة أعمال فنية وتعاون مع عدة مطربين ومن أبرز المطربين الفنان السعودي خالد عبد الرحمن، والفنان الشعبي السعودي عزازي، والفنان اليمني عبود خواجة، وقد شارك في مهرجانات قطر كمهرجان ربيع سوق واقف ومهرجان الدوحة.

## تعاونه مع الشعراء
1. الشاعر أحمد الناصر الشايع
2. الشاعر زايد ال زايد المري
3. الشاعر زايد بن كروز
4. الشاعر عبد المحسن المري
5. الشاعر الحميدي بن علي المقارح
6. الشاعر حمد البريدي
7. الشاعر علي بن راشد المري
8. الشاعر عايض بن هداف بن غيدة

## أعماله الفنية
1. هلي دموعك يا عيوني
2. فاحت دلال صبري
3. واعين
4. يا زين شوف البر
5. بانت الرؤيا
6. يا صاحبي
7. صابني
8. المهرة
9. الله يطعني
10. يا حبني له
11. شاب راسي
12. تكهربني
13. أجيك
14. الجو هذا
15. صدمه
16. الضيقة اللي بصدري
17. يا صاحبي هانت
18. توني عرفت
19. الراعبيه
20. يا نشدن
21. بريق الماس
22. أنا بدوي
23. دللوها
24. أنا أحوبك
25. اشتقت لك
26. في ذمة الأيام
27. يا راوية
28. جرالي
29. بنت البدو
30. صباح الخير
31. المطر
32. يا زين شوف السحايب
33. الظروف تضيق
34. شبابي اللي راح
35. صباح الخير
36. خلي زعول
37. حب الشجاعة

## تعاوناته الفنية
تعاون مع الفنان السعودي خالد عبد الرحمن في أغنية بانت الرؤيا ، وهي من كلمات وألحان خالد عبد الرحمن، ودعمت قناة الريان الفضائية هذا العمل بتصوير فيديو كليب له ويظهر فيه المطرب السعودي خالد عبد الرحمن. وتعاون أيضا مع الفنان السعوي عزازي في مجموعة من الأغاني وسوف يتم طرح أعمال جديده في الأيام المقبل ومنها أغنية يا مسافرين الحسا، وأغنية مرحبا باللي.

## التلحين
لحن له كثير من المطربين وأبرزهم الفنان خالد عبد الرحمن والفنان عزازي والفنان عبود خواجه والفنان حسين العلي والفنان الشعبي الكبير بدر الغريب .

## المهرجانات
ظهر خالد دلوان في أكثر من 7 مهرجانات في قطر منها مهرجان العيد السنوي ومهرجان ربيع سوق واقف
وكذلك شارك الفنان في إحياء حفلة في لبنان مع مجموعة من المطربين الشعبين
وظهر خالد دلوان بجانب النجم عمرو دياب  في إحدى ليالي احتفالات سوق واقف
وأيضا شارك مع الفنان صباح اللامي بجانب الفنان عزازي في مهرجان سوق واقف.